# 우에스기 노리마사
우에스기 노리마사(일본어: 上杉憲政 1523년~1579년 4월 13일)는 센고쿠 시대, 아즈치모모야마 시대 고즈케국의 다이묘로, 무로마치 막부의 간토 관령(関東管領)을 지냈다. 야마노우치 우에스기가의 15대 당주이다. 호조 우지야스에게 패배하고 나가오 가게토라(우에스기 겐신)을 양자로 삼아 우에스기 가문의 가독과 간토 관령을 모두 넘겨주었다. 겐신 사후, 우에스기 가문의 상속을 둘러싼 내란인 오타테의 난에서 전사했다.

## 생애

### 가독 상속
다이에이 3년(1523년) 우에스기 노리후사의 아들로 태어났다. 다이에이 5년(1525년) 아버지가 죽을 때 아직 3세인 유아였기 때문에 고가 공방 아시카가 다카모토의 아들로 아버지의 양자가 된 우에스기 노리히로(아시카가 하루나오)가 가독을 이어 당주가 되었다. 가신 후루하타 요시이에의 딸을 양녀로 맞이했다.
교로쿠 4년(1531년), 간토 교로쿠 내란의 결과로, 선대의 친아들 노리마사를 옹립한 나리타씨·안나카씨·후지타씨·오바타씨 등의 세력이 대립하는 노리히로 쪽의 나가노씨 등에 이겨, 노리마사가 야마노우치 우에스기가의 가독을 계승해 간토 관령이 되었다. 이해에 고가 공방 내부의 대립도 마무리되었다.

### 다케다, 호조와의 전투
덴분 10년(1541년) 시나노의 무라카미 요시키요·스와 요리시게, 가이의 다케다 노부토라 등이 고즈케와 인접한 시나노 지사가타군에 침공해, 5월 28일 운노타이라 전투에서 운노 무네쓰나를 무찔렀다. 무네쓰나는 고즈케로 달아나 노리마사에게 구원을 구했다. 노리마사는 이해 7월 4일에 무네쓰나를 구하고자 시나노 사쿠군으로 출병했고, 스와 요리시게는 자신의 동맹 다케다 노부토라·무라카미 요시키요 등의 허락 없이 노리마사와 화평해 영지를 분할했다.
이즈음 이즈, 사가미의 후호조씨가 무사시로 출병해 노리마사 군을 여러 번 무찔렀다. 후호조씨의 세력확대에 위기를 느낀 노리마사는 덴분 14년(1545년) 원수 오기가야쓰 우에스기씨의 우에스기 도모사다(上杉朝定)와 연합하고, 후호조씨에 접근하고 있던 고가 공방 아시카가 하루우지(足利晴氏; 다카모토의 아들)까지 우에스기 편으로 빼돌렸으며, 스루가의 이마가와 요시모토와도 화목하게 했다. 그리고 고가 공방·간토 관령의 위광으로 주변 무사들을 규합해서, 요시모토가 거병해 호조 우지야스가 스루가로 출진한 틈을 타 하루우지·도모사다와 함께 호조 쓰나시게(北条綱成)가 지키고 있는 가와고에 성(일찍이 오기가야쓰 가문의 성)을 대군으로 포위했다. 하지만, 이듬해인 덴분 15년(1546년) 4월 이마가와씨와의 싸움을 마친 우지야스와의 결전에서 대패해(가와고에 성 전투), 장병 3000여명을 잃고 고즈케 히라이 성으로 도주했다(이때 본진을 목숨 걸고 지켜 도주를 도운 것은 혼마 오미노카미와 혼조씨의 일족 혼조 도사부로와 혼조 사네타다로 여겨진다).
이후 이름의 한자를 노리마사(憲当)로 고치고 세력 재건을 꾀하지만, 덴분 16년(1547년) 무라카미씨와의 연계 때문에 시나노 시가 성을 구원하러 출병했다가, 사쿠군 오타이하라에서 벌어진 오타이하라 전투에서 다케다 하루노부(신겐)에게 대패했다.
무사시에서는 자립적인 오시 성의 성주 나리타씨에 이어, 대대로 야마노우치 우에스기씨를 섬긴 가신들도 배반하고 있었다. 북 다마·이루마를 거느린 가쓰누마(勝沼) 성의 미타(三田)씨가 호조씨에 귀순했고, 지치부·고다마·오사토에 자리잡은 후지타(藤田)씨와 남 다마의 오이시(大石)씨가 호조씨에게서 양자를 들여와 항복했다. 노리마사는 점차 고즈케로 밀려나고 있었다. 이 고즈케에서도 이세사키의 나와씨와 구니미네(国峰)성의 오바타(小幡)씨, 다테바야시의 아카이(赤井)씨가 우지야스 편이 되었다. 특히 나와씨는 후호조씨의 최전선에서 활발히 행동해 주변의 우에스기 세력과 충돌했다.

### 히라이성 함락, 에치고로
덴분 20년(1551년) 3월에 호조 우지야스(北条氏康)의 고즈케 침공에 패해 추방되고(히라이 전투), 덴분 21년(1552년) 1월에 에치고의 나가오 가게토라(우에스기 겐신)을 의지했다. 이때 히라이 성에 머무르고 있는 적자 다쓰와카마루는 우지야스에 잡혀 처형되었다고 한다.(이 처형에 관한 이야기는 후세의 창작일 가능성이 크다.)

### 간토간레직 양도
고지 3년(1557년) 노리마사는 나가오 가게토라를 양자로 맞이했다. 에로쿠 4년(1561년) 3월 가마쿠라 쓰루오카 하치만궁에서 나가오 가게토라에 간토간레직을 양도했다. 이때 가게토라는 우에스기 성(姓)과 마사(政) 자를 하사받아 우에스기 마사토라라고 개명했다. 동시에 야마노우치 우에스기가의 가독과 족보, 가보도 양도받았다.(에로쿠 4년(1559년)이라는 설이 있다.)
그 후 은거하고 출가해 법명을 고테쓰로 정한다.

### 말년
덴쇼 6년(1578년) 겐신이 죽자, 그의 양자로 있는 가게카쓰와 가게토라 양자간의 가독투쟁이 발발했다.(오다테의 난). 이 상황에서 노리마사는 옛 야마노우치 우에스기가의 가신이었던 호조씨와의 관계를 생각해 가게토라측을 지지했다.
그러나, 에치고의 세력과 다케다 가쓰요리(武田勝頼)의 지지를 얻은 가게카쓰가 유리해졌다. 덴쇼 7년(1579년) 노리마사는 가게카쓰와 화친을 하러 가게토라의 적자 미치미쓰마루와 함께 갔지만 가게카쓰 측 자객에게 살해되었다. 향년 57세.
에치고에 망명후, 3명의 자식을 얻었다고 전해진다. 그의 친자식들도 오다테의 난에 휘말렸지만, 전부 사망했다고는 보기 어렵다. 노리마사의 손자인 노리쿠니와 노리타케는 에도 시대에 살았던게 확인되었다.

## 인물
- 덴분 11년(1542년) 히타치 가시마 신궁에 납입한 기원문에는 비통할 정도로 고호조씨 토벌을 맹세한 문구가 기록되어 있다.

| 전임 우에스기 노리히로 | 제15대 야마노우치 우에스기 가문 당주 1531년 ~ 1561년 | 후임 우에스기 데루토라(겐신) |

| 전임 우에스기 노리히로 | 제28대 관동관령 1531년 ~ 1561년 | 후임 우에스기 데루토라(겐신) |